# Explosions de Guadalajara de 1992
Les explosions de Guadalajara ont lieu le 22 avril 1992 dans le quartier d'Analco Colonia Atlas, situé dans le centre de la ville de Guadalajara, dans l'État de Jalisco, au Mexique.
De nombreuses explosions d’essence dans les égouts et des incendies de plus de quatre heures détruisent 8 kilomètres de rues. La rue Gante est la plus endommagée. Selon les comptes de Lloyd's of London, le nombre de personnes tuées serait d'environ 252, bien que beaucoup estiment que la catastrophe fait au moins 1 000 morts. Environ 500  à   600 personnes sont portées disparues, près de 500 sont blessées et 15 000 sont sans abri. Les dommages estimés se situent entre 300 millions et 1 milliard de dollars. Les zones touchées sont aujourd'hui reconnaissables à l’architecture plus moderne que les zones épargnées.
Quatre jours avant l'explosion, les habitants commencent à se plaindre d'une forte odeur de gaz émanant des égouts, qui devient de plus en plus forte au fil des jours. Ils présentent des symptômes tels que des picotements aux yeux, à la gorge et des nausées. Certains habitants trouvent même de l'essence sortant de leurs conduites d'eau. Des employés de la ville sont envoyés pour vérifier les égouts et découvrent des niveaux extrêmement élevés de vapeurs d'essence. Cependant, le maire de la ville ne juge pas nécessaire d'évacuer la ville, estimant qu'il n'y a aucun risque d'explosion.

## Chronologie des événements
Avant les explosions, le 19 avril, les habitants de la rue Gante signalent une forte odeur d’essence et des panaches de fumée blanche sortant des égouts de la ville de Guadalajara. Le lendemain, les travailleurs du conseil municipal et de la protection civile entament deux jours d’enquêtes rue Gante; ils trouvent des niveaux élevés d'essence parmi d'autres hydrocarbures, mais annoncent qu'il n'est pas nécessaire d'évacuer la région. Le 22 avril à 10 heures, les plaques d'égout dans la rue commencent à rebondir et des colonnes de fumée blanche commencent à en sortir.
Le 22 avril à 10 h 5 min, les deux premières explosions sont enregistrées, la première au coin de Calzada Independencia et rue Aldama et la seconde à l'intersection de la rue Gante et de la rue du 20 novembre. Une troisième explosion survenue à 10 h 8 min entraîne la projection en l'air d'un bus de la ligne 333 de la société Alianza de Camioneros Jalisco A.C. (aujourd'hui Tutsa) au coin des rues Gante et Nicolas Bravo. Quatre minutes plus tard, une autre explosion est enregistrée sur l'avenue Gonzalez Gallo. À 10 h 15 min, les travailleurs des usines de l'avenue Gonzalez Gallo commencent à évacuer, juste avant l'arrivée des équipes de secours et des volontaires dans les zones touchées par les explosions. À 10 h 23 min, la cinquième explosion se produit à l'intersection de Gante et de Calzada del Ejercito. À 10 h 29 min, les évacuations commencent dans le quartier de Mexicaltzingo, deux minutes avant que la sixième explosion soit enregistrée à l'intersection des rues 5 De Febrero et Rio Bravo.
À 10 h 43 min, la septième explosion se produit au coin des rues Gante et de Silverio Garcia. Juste après l'arrivée d'autres équipes de secours dans les zones touchées, la huitième explosion se produit à 11 h 2 min, à l'intersection des avenues Rio Nilo et Rio Grande. Après cette explosion, les quartiers d’Atlas, d’Alamo Industrial, d’El Rosario, de Quinta Velarde, le Fraccionamiento Revolución et le centre de la municipalité de Tlaquepaque sont évacués. Les deux dernières explosions ont lieu à 11 h 16 min, l’une à l’intersection de Rio Alamos et Rio Pecos, et l’autre au croisement de González Gallo et Rio Suchiate.
Dans l'après-midi, la peur de nouvelles tragédies amène les habitants de la région métropolitaine de Guadalajara à découvrir les bouches d'égout pour laisser s'échapper les gaz restants. Les résidents de quartiers tels que Zona Industrial, 18 de Marzo, Fresno, 8 de Julio, Ferrocarril, La Nogalera, Morelos, Echeverria, Polanco, 5 de Mayo et Miravalle sont tenus de se tenir au courant de tout événement inhabituel.
Après les explosions, les habitants des quartiers 5 de Mayo, El Deán, Echeverría et Polanco sont pris de panique le 25 avril. Les pompiers demandent aux personnes d'éviter d'allumer des flammes, en raison d'une forte odeur de gaz. Il est confirmé par la suite qu'il s'agissait d'une fuite dans un tuyau Pemex.

## Enquête
Le président municipal de la ville, Enrique Dau Flores, n'a pas jugé l'évacuation de la zone nécessaire. Par la suite, les résultats d’une enquête sur la catastrophe ont montré que les causes de la tragédie auraient été les suivantes : 
D'abord, de nouvelles conduites d'eau, en fer recouvert de zinc, sont construites trop près d'un pipeline d'essence en acier existant et appartenant à PEMEX. L'humidité souterraine provoque une réaction électrolytique de ces matériaux, semblable à celle qui se produit à l'intérieur d'une batterie zinc-carbone. Au fur et à mesure de la réaction, le tuyau en acier s'est corrodé, créant un trou dans le pipeline permettant à l'essence de s'infiltrer dans le sol et dans le tuyau d'égout principal.
Ensuite la conduite d'égout avait récemment été reconstruite en forme de U afin que la ville puisse étendre son réseau de métro souterrain. Les égouts sont généralement construits dans une pente, de sorte que la gravité aide à déplacer les déchets. Afin de faire fonctionner la forme en U, un siphon inversé est placé afin que les fluides puissent être poussés contre la gravité. La conception est imparfaite, cependant. Alors que les liquides sont pompés avec succès, les gaz ne le sont pas et des vapeurs de gaz s'accumulent et une étincelle était suffisante pour déclencher l'explosion.

## Conséquences
Dans la foulée, les responsables municipaux et les entreprises se blâment mutuellement. Certaines personnes pensent d'abord qu'une entreprise de fabrication d'huile de cuisson déverse de l'hexane, un liquide inflammable similaire à l'essence (et qui en fait partie), dans les égouts, mais cela s'est avérée faux par la suite. De nombreuses arrestations sont effectuées dans le but de mettre en accusation les responsables des explosions. Quatre fonctionnaires de PEMEX sont inculpés et accusés, pour négligence. En fin de compte, cependant, ces personnes sont dégagées de toutes responsabilité.
Un grand nombre des survivants qui sont touchés par les explosions créent un groupe appelé La Association 22 de Abril en Guadalajara. Cette campagne est lancée par une survivante des explosions, Lilia Ruiz Chávez, qui perd sa jambe et sa maison. Elle démarre le groupe qui compte 80 membres au total, non seulement parce que personne n'est reconnu coupable de cet incident évitable, mais également parce que les victimes de cette tragédie ne reçoivent aucune indemnité ni assistance en raison de blessures subies ou de pertes à la suite de l'accident. Les victimes de cette tragédie perdent non seulement leur maison, mais également leur santé et beaucoup perdent des êtres chers. Bien qu'ils sachent qu'aucune somme d'argent ne ramènera leurs proches, comme l'affirme  Chavez, la tragédie les rend incapables de prendre soin d'eux-mêmes et encore moins de payer leurs médicaments à la suite de l'incident. Chavez, ainsi que les autres survivants, se battent depuis 24 ans pour que justice soit rendue. En raison de la lutte constante et de la pression exercée par les victimes à l’égard de PEMEX, la société initialement accusée de cet incident accepte finalement de verser 40 millions de pesos au groupe. Bien que le pétrolier affirme qu'il s'agit d'un don et que cela ne signifie en aucun cas qu'ils sont à blâmer pour cet incident.
Selon les comptes de Lloyd's of London, le nombre de personnes tuées serait d'environ 252, bien que beaucoup estiment que la catastrophe fait au moins 1 000 morts. Environ 500  à   600 personnes sont portées disparues, près de 500 sont blessées et 15 000 sont sans abri. Les dommages estimés se situent entre 300 millions et 1 millard de dollars.

## Voir également
- Épisodes de catastrophe liés à National Geographic
- 2014 explosions de gaz Kaohsiung
- Explosion dans les égouts à Louisville en 1981
- Explosion d'égout de 1929 à Ottawa (en)